# パブロ・カサス
パブロ・カサス（Pablo Casas、1992年3月4日 - ）は、スーペルリーガ、CSAステアウア・ブクレシュティに所属するラグビーユニオン選手。

## プロフィール
- チリ出身[1]。
- ポジションはセンター(CTB)、フルバック(FB)。
- 身長 188cm、体重 95kg
- チリ代表キャップは15（2025年2月現在）でラグビーワールドカップ2023のチリ代表に選ばれた[2]。

## 略歴
セルクナムを経て、2023年、CSAステアウア・ブクレシュティに加入。